# Panganiban
Panganiban è una municipalità di quinta classe delle Filippine, situata nella Provincia di Catanduanes, nella Regione di Bicol.
Panganiban è formata da 23 baranggay:
- Alinawan
- Babaguan
- Bagong Bayan
- Burabod
- Cabuyoan
- Cagdarao
- Mabini
- Maculiw
- Panay
- Salvacion (Pob.)
- San Antonio
- San Joaquin (Pob.)

- San Jose (Pob.)
- San Juan (Pob.)
- San Miguel
- San Nicolas (Pob.)
- San Pedro (Pob.)
- San Vicente (Pob.)
- Santa Ana (Pob.)
- Santa Maria (Pob.)
- Santo Santiago (Pob.)
- Taopon (Pangcayanan)
- Tibo